# اکاتیور
اکاتیور (به انگلیسی: Akathiyoor) یک منطقهٔ مسکونی در هند است که در کرالا واقع شده‌است.

## خصوصیات
اکاتیور ۵٬۲۷۴ نفر جمعیت دارد.